# JK Revolution
JK Revolution är Jelena Karleušas nionde studioalbum, utgivet den 7 februari 2008.

## Låtförteckning
1. Tihi Ubica (J. L. Pagan / M. Tucaković / Atelje Trag)
2. Testament (K. Santander / M. Tucaković / Atelje Trag)
3. Ko Ti To Baje (M. Peruničić, N. Arežina, JK / M. Tucaković / Atelje Trag)
4. Saki (M. Peruničić, N. Arežina, JK / M. Tucaković, Lj. Jorgovanović / Atelje Trag)
5. Casino (N. Shemer / M. Tucaković, Lj. Jorgovanović / Atelje Trag)
6. Jedna Noc I Kajanje (F. Lebovici / M. Tucaković / Atelje Trag)
7. Pamet U Glavu (M. Peruničić, N. Arežina, JK / M. Tucaković / Atelje Trag)
8. Baš Je Dobro Biti Ja (Feat. Marcus) (M. Peruničić, N. Arežina, JK / M. Tucaković, M. Peruničić / Atelje Trag)
9. Mala (A. R. Rahman / M. Tucaković / Atelje Trag)
10. Mala (Teatro Mix) (A. R. Rahman / M. Tucaković / Atelje Trag)